# Senátorský klub Občanské demokratické strany

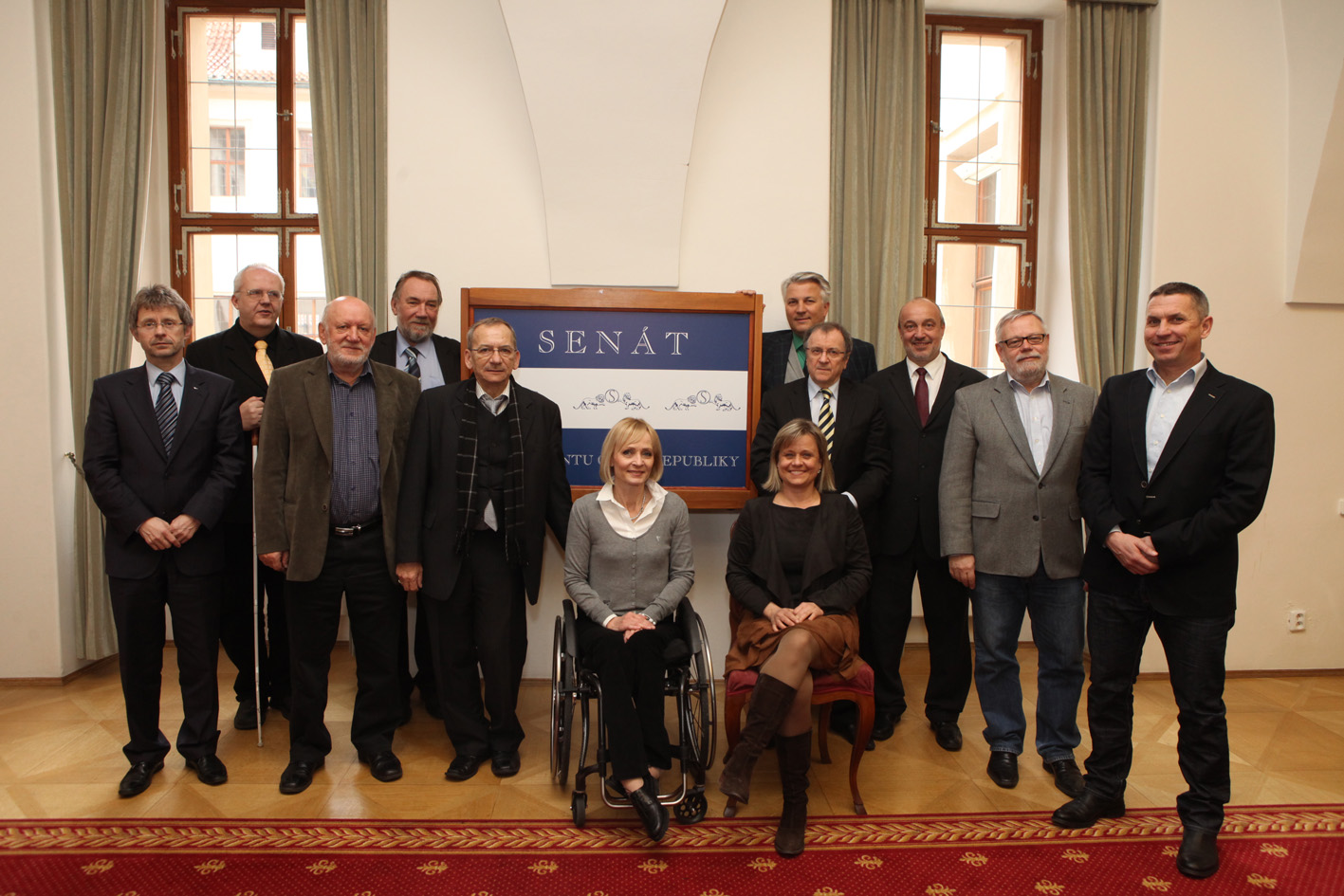
Senátorský klub ODS 19. března 2013

Senátorský klub ODS byl ve volebním období do roku 2020 tvořen 19 senátory. V jeho čele stál předseda klubu, dva místopředsedové a dva členové předsednictva, kteří byli klubem voleni jednou ročně. Po senátních volbách v roce 2020 vstoupila do klubu i většina senátorů za TOP 09 a klub dále pokračuje jako Senátorský klub ODS a TOP 09.
Po doplňovacích volbách do Senátu v červnu 2020 se jednalo o nejsilnější frakci v Senátu, o tuto pozici se dělil se Senátorským klubem Starostové a nezávislí, který měl stejný počet členů.

## Vedení klubu
- předseda – Martin Červíček, senátor za obvod č. 47 – Náchod, zastupitel Královéhradeckého kraje
  - 1. místopředseda – Zdeněk Nytra, senátor za obvod č. 70 – Ostrava-město, zastupitel města Ostrava
  - místopředseda – Jiří Oberfalzer, místopředseda Senátu, senátor za obvod č. 16 – Beroun
    - člen předsednictva – Raduan Nwelati, senátor za obvod č. 38 – Mladá Boleslav, primátor města Mladá Boleslav
    - člen předsednictva – Miloš Vystrčil, předseda Senátu, senátor za obvod č. 52 – Jihlava, zastupitel Kraje Vysočina, místopředseda ODS

## Členové klubu ve vedení Senátu
- předseda Senátu – Miloš Vystrčil (od 19. února 2020)
- místopředseda Senátu – Jiří Oberfalzer (od 14. listopadu 2018)

## Složení klubu
Složení senátorského klubu v 11. volebním období Senátu k červnu 2020:
| Jméno senátora      | Volební obvod           | Zvolen v roce    |
| ------------------- | ----------------------- | ---------------- |
| Jiří Oberfalzer     | 16 – Beroun             | 2004, 2010, 2016 |
| Tomáš Jirsa         | 10 – Český Krumlov      | 2004, 2010, 2016 |
| Miloš Vystrčil      | 52 – Jihlava            | 2010, 2016       |
| Jaroslav Zeman      | 35 – Jablonec nad Nisou | 2012, 2018       |
| Lumír Aschenbrenner | 9 – Plzeň-město         | 2014             |
| Jiří Burian         | 18 – Příbram            | 2014             |
| Zdeněk Nytra        | 70 – Ostrava-město      | 2016             |
| Martin Červíček     | 23 – Praha 8            | 2018             |
| Ladislav Chlupáč    | 29 – Litoměřice         | 2018             |
| Pavel Karpíšek      | 8 – Rokycany            | 2018             |
| Michal Kortyš       | 50 – Svitavy            | 2018             |
| Rostislav Koštial   | 56 – Břeclav            | 2018             |
| Raduan Nwelati      | 38 – Mladá Boleslav     | 2018             |
| Jan Tecl            | 44 – Chrudim            | 2018             |
| Vladislav Vilímec   | 11 – Domažlice          | 2018             |
| Ladislav Faktor     | 14 – České Budějovice   | 2018             |
| Ivo Valenta         | 81 – Uherské Hradiště   | 2014             |
| Jitka Chalánková    | 62 – Prostějov          | 2018             |
| Hynek Hanza         | 32 – Teplice            | 2020             |